# Гејлорд (Канзас)
Гејлорд (енгл. Gaylord) град је у америчкој савезној држави Канзас.

## Демографија
По попису из 2010. године број становника је 114, што је 31 (-21,4%) становника мање него 2000. године.
| Група             | 2000.       | 2010.       |
| Белци             | 138 (95,2%) | 109 (95,6%) |
| Афроамериканци    | 0 (0,0%)    | 1 (0,9%)    |
| Азијати           | 0 (0,0%)    | 0 (0,0%)    |
| Хиспаноамериканци | 6 (4,1%)    | 0 (0,0%)    |
| Укупно            | 145         | 114         |